# 南アイルランド

南アイルランド
Southern Ireland

国の標語: Dieu et mon droit
神と我が権利国歌: God Save the Queen
国王陛下万歳

緑：南アイルランド
黄緑：グレートブリテンおよび北アイルランド

南アイルランド（みなみアイルランド、英語: Southern Ireland）は、1921年から1922年まで1年9ヶ月間現在のアイルランド共和国に存在した、グレートブリテンおよびアイルランド連合王国（イギリス）の自治領（autonomous）である。
1919年のアイルランド独立戦争を受け、1921年3月3日アイルランド統治法により、アイルランドは自治領となった、しかし、カトリックの多い26県が南アイルランド、プロテスタントの多い6県（アルスター6県）が北アイルランドとして2つの自治領に分割された。
1921年12月6日、英愛条約により南北アイルランドは統一国家アイルランド自由国として独立することとなったが、北アイルランドには自由国から離脱する権利が保障されていた。北アイルランドはその権利を行使し、自由国から分離し連合王国にとどまった。